# Madonna mit Kind (Cussac-Fort-Médoc)

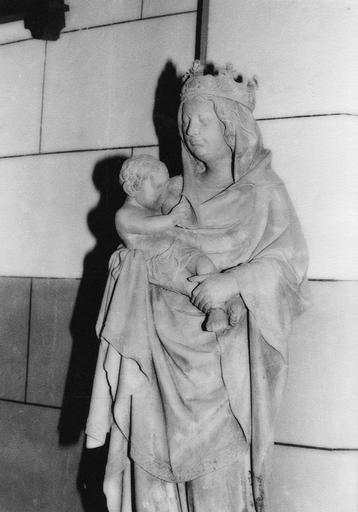
Madonna mit Kind in Cussac-Fort-Médoc

Die Skulptur Madonna mit Kind in der Kirche St-Symphorien in Cussac-Fort-Médoc, einer französischen Gemeinde im Département Gironde der Region Nouvelle-Aquitaine, wurde im 15. Jahrhundert geschaffen. Im Jahr 1979 wurde die gotische Skulptur, die sich ursprünglich im Schloss Lanessan befand, als Monument historique in die Liste der denkmalgeschützten Objekte (Base Palissy) in Frankreich aufgenommen.
Die Skulptur aus Stein ist 1,10 Meter hoch. Das Jesuskind sitzt auf dem rechten Arm von Maria, die eine Krone auf dem Kopf hat, und wird von ihr mit der linken Hand an den Füßen gehalten. Maria stillt das Kind mit der rechten Brust.